# Orthosia pfennigschmidti
Orthosia pfennigschmidti là một loài bướm đêm trong họ Noctuidae.